# Brontopriscus sinuatus
Brontopriscus sinuatus là một loài bọ cánh cứng trong họ Silvanidae. Loài này được Sharp miêu tả khoa học năm 1886.